# Proposal Management
Le Proposal Management est la discipline de management (du service commercial) qui regroupe l’ensemble des méthodes et des outils pour que tous les commerciaux de l'entreprise respectent la meilleure manière possible de répondre aux appels d'offres ou de construire leurs propositions commerciales.

## Enjeux du proposal management
Dans toutes les entreprises du secteur « B to B » (entreprises qui vendent aux entreprises), l'activité "réponses à appels d'offres" et réalisation des propositions commerciales argumentées à la suite de rendez-vous face à face est un élément quotidien de la relation commerciale. L'activité "propositions" existe donc depuis toujours. Mais dans la plupart des entreprises, même les plus grandes, les propositions et réponses à appels d’offres sont davantage la « propriété» de chaque commercial que la propriété de l’entreprise, avec des meilleures pratiques identifiées, formalisées et connues de tous.
Le proposal Management s'appuie sur quatre piliers :
1. La gestion des ressources humaines : mise en œuvre de formations internes pour l’accompagnement et la montée en compétence sur le traitement des appels d’offres et des consultations.
2. Le choix des méthodes et la création des supports adaptés au pilotage de l’activité : indicateurs, reporting, capture plan, plans d’action, dispositif d’amélioration continue. Rédaction d’argumentaires de vente en Information maping (ingénierie documentaire)
3. La mise en œuvre de processus internes appropriés (Proposal centers, circuits de travail collaboratif, reporting, observatoire de la concurrence, comités Go/ No Go –Bid/no Bid...)
4. Le choix d’outils professionnels (plates-formes de sourcing des appels d’offres ou de dématérialisation, logiciels de configuration et cotation, logiciels d’aide à la construction des trames et des contenus de l’offre écrite, logiciels de gestion contractuelle …).

## Les objectifs du Proposal Management
1/ Efficacité externe : l'objectif visé est de professionnaliser cette étape critique du cycle de vente, ce « verrou du processus commercial », afin d'améliorer les taux de signature (signer plus de clients en délivrant des messages plus ciblés, plus persuasifs) et d'améliorer les taux de rentabilité d'une affaire (plus de conformité et de fiabilité dans les engagements écrits = moins de litiges post signature).
2/ Efficacité interne : la raison d'être du Proposal Management est d'assurer une meilleure productivité des rédacteurs et des commerciaux, une mise sur le marché plus rapide des nouvelles offres commerciales et une communication visuelle pérenne. L'objectif final est de permettre aux entreprises d'augmenter le taux de signature de leurs propositions commerciales.

## Les méthodes du Proposal Management
1/ Etablissement de mesures et de pilotage de l’activité ⇒ en vue de permettre le véritable MANAGEMENT de l'activité propositions commerciales et réponses à appels d'offres : indicateurs, reporting, plans d’actions, outils de pilotage de la relation client
2/ Cartographie des connaissances ⇒ en vue d'établissement de clausiers juridiques, de bibliothèque d’argumentaires ou autres contenus textes, images, documents...
3/ Ingénierie rédactionnelle (méthodes de rédaction structurée type "Information Mapping") ⇒ en vue de finalement "écrire clairement" des briques d'information avec la bonne taille et modularité des grains d'informations (mobilité, réutilisabilité, finesse, ciblage ...)
4/ Scénarisation ⇒ en vue d'en finir avec les trames types sans véritable "logique de démonstration" par rapport à un cas commercial donné

## Les processus définis dans un dispositif de Proposal Management
1/ Détermination des rôles et des responsabilités et flux collaboratifs (capture plan)
2/ Création d’instances (Comité Go/No Go)
3 Validation des procédures de travail
4/ Lobbying /Networking

## Les hommes clé du Proposal Management
1/ Les commanditaires du dispositif : directions générales, marketing et commerciales
2/ Les chefs de projets affectés au dispositif : volet contenu (piloter les contributeurs pour le maintien en conditions opérationnelles du contenu, gérer les contributions du terrain pour mobiliser l'intelligence collective), volet outils
3/ les contributeurs du dispositif : experts et "sachants" dans les domaines transverses (chefs de produit, responsables méthodes, bureaux d'études, responsables qualité, responsables développement durable ...) qui sont garants de la véracité et de la mise à jour (via travaux planifiés) de la base de données (référentiel des contenus de type textes, images, documents destinés à être utilisés par les commerciaux dans le cadre des propositions commerciales et réponses à appels d'offres)
4/ les utilisateurs du dispositif : bid managers, tender managers, proposal writers ... et plus prosaïquement les commerciaux, ingénieurs d'affaires, ingénieurs bureaux d'études qui réalisent tous les jours des propositions commerciales et des réponses à appels d'offres
Il convient de définir, pour les profils clé (chefs de projets et autres utilisateurs fortement impactés par l'activité propositions) :
- des profils de poste
- des objectifs quantitatifs et qualitatifs de l'activité
- des formations ad hoc

## Les outils du Proposal Management
1/ plate-forme de sourcing et de veille des marchés publics, outils décisionnels pour identifier les fenêtres de décision d'achat dans sa base CRM ou SFA (⇒ pour identifier les affaires potentielles)
2/ outils de scoring (⇒ pour définir le "GO - NO GO ou le bid - NO BID" et définir quelles sont les affaires pour lesquelles on investit dans l'avant vente)
3/ outils de configuration et de quotation (⇒ pour quoi vendre et à quel prix, quand les offres sont ou complexes, ou modulaires ...)
4/ Progiciels de gestion des référentiels de texte et d’aide à la construction des scénarios de réponses (⇒ pour en finir avec les modèles type et les copier coller, sources de contenus stéréotypés, de contenus erronés ou obsolètes, et source de grandes pertes de temps)
5/ outils de signature électronique
6/ outils support à la dématérialisation
7/ outils de gestion des contrats en conformité avec les engagements formalisés dans les propositions